# Tattersall (Hannover)
Tattersall ([tatɛɐ̯zal] ⓘ) ist eine Straße in Hannover im Stadtteil Zoo, deren Name auf die ehemals dort gelegene Reitschule und das private Reitsport-Unternehmen Tattersall zurückgeht.

## Geschichte
Die niedersächsische Landeshauptstadt kann auf eine mehr als 300-jährige Tradition des Reitsports zurückblicken, die noch zu Lebzeiten von Leibniz in der Kurfürstlich Braunschweig-Lüneburgischen Residenzstadt im Bau der Hofmarställe am Hohen Ufer ihren Anfang nahm: Während der Personalunion zwischen Großbritannien und Hannover stand spätestens ab 1714 mit dem Königlich Britischen Reithaus an der Leine eine Reitbahn in Verbindung.
Nach der Annexion des Königreichs Hannover wurde 1867 das preußische Militärreitinstitut nach Hannover verlegt. Im Folgejahr 1868 veranstaltete der Verein zur Förderung der Pferdezucht das erste öffentlich Galopprennen auf der Kleinen Bult.
Die Hanoverian Ridingschool hinter der der Ulanenkaserne in der Schlosswenderstraße 2 gab 1886 eine zweisprachige Annonce in Deutsch und Englisch auf, wonach diese auch den „Verkauf complet gerittener Pferde“ im Angebot hatte.
Noch Ende des 19. Jahrhunderts bot beispielsweise der Hannoversche Tattersall O. Schmidt unter der Adresse Lange Laube 2 und als O. Schmid in der Lützowstraße 9 und 10 „Reit- und Fahr-Unterricht für Damen und Herren“ sowohl im Sattel als auch für Kutschfahrten an. Daneben wurden auch für das Militär taugliche „truppenfromme Reitpferde“ und ein- und zweispännige „Selbstfahrwagen“ verliehen.
Nach der Jahrhundertwende wurde unter der damaligen Adresse Seelhorststraße 42 / 44 im „Zooviertel“ von dem Architekten Karl Siebrecht eine Reitschule errichtet, die den Namen Tattersall erhielt. Ab 1903 gaben sich dort Reitsportinteressierte ein Steilldichein, konnten in den Ställen aber auch ihre eigenen Pferde unterstellen.
Die Einrichtung überstand die Luftangriffe auf Hannover; in der Nachkriegszeit waren dort beispielsweise 1951 mehr als 30 Pferde untergestellt.
Bis 1956 gehörte das gesamte rund 6000 m² große Gelände der Familie Fischpan, die dort die gleichnamige Reitschule Fischpan betrieb.
Im Mai 1973 gingen an der Pferderennbahn Neue Bult erstmals wieder Jockeys an den Start.
Später wurde auf dem Areal der nahe dem Zoo gelegenen vormaligen Reitschule eine Anlage aus modernen Mehrfamilienhäusern errichtet, die über die 1991 angelegte Straße Tattersall erschlossen wurde.

## Persönlichkeiten
Im Haus Tattersall 3 wohnte Ende der 1990er Jahre der 1946 in Bennemühlen geborene Industriekaufmann Willy Werner.